# منتخب بلجيكا لسباعيات الرغبي
منتخب بلجيكا لسباعيات الرغبي (بالفرنسية: Équipe de Belgique de rugby à sept)‏ هو ممثل بلجيكا الرسمي في المنافسات الدولية في سباعيات الرغبي
.